# 尤里夫卡 (比洛吉里亞區)
50°3′35″N 26°23′26″E / 50.05972°N 26.39056°E
尤里夫卡（烏克蘭語：Юрівка），是烏克蘭西部的村莊，隸屬赫梅利尼茨基州的舍佩蒂夫卡區。該村面積0.18平方公里，2001年人口432，人口密度每平方公里2,454.6人。